# Auenböden
Auenböden bilden die Klasse A der Deutschen Bodensystematik und befinden sich in der Abteilung der grundwasserbeeinflussten Böden. Sie sind die dominierenden Bodentypen in den Auen großer Flusssysteme und sind oft eng mit Gleyen vergesellschaftet.

## Entstehung und Verbreitung
Auenböden sind holozänen Ursprungs und finden sich in den Tälern von Fließgewässern. Ihr Bodenkörper setzt sich aus fluviatilen Sedimenten zusammen und wird durch einen hohen Grundwasserstand beeinflusst, der in Abhängigkeit vom Wasserstand des Flusses zum Teil erheblich schwanken kann. Je nach Fluss sind mehrere Meter im Verlauf eines Jahres möglich. Nicht eingedeichte Flächen unterliegen periodischen bis episodischen Überschwemmungen und sind daher durch ständige Erosion und Sedimentation geprägt („Auendynamik“). In Gebieten hinter den Deichen ist die Materialverlagerung gestoppt, wobei Überstauungen durch Qualmwasser möglich sind.
Typisch für Auenböden ist eine geringe Ausprägung hydromorpher Merkmale (Rostflecken, Anaerobie), so dass tiefgründige Auenböden auf den ersten Blick eher terrestrischen Böden ähneln. Für die Ausbildung dieser Eigenschaften müssen der Boden und das darin enthaltene Wasser Sauerstoff enthalten. Zum einen liegt der Grundwasserstand meist unterhalb von 8 dm, so dass es außerhalb der Überschwemmungen zu langen Belüftungsphasen kommt. Eine starke Sauerstoffzufuhr erfolgt aber auch durch die ständigen Grundwasserstandsänderungen. Da das Grundwasser mit dem Flusswasser hydraulisch in Verbindung steht, pflanzen sich Wasserstandsänderungen im Fluss im Grundwasser fort. Bei gespannten Grundwasserverhältnissen können sich die Wasserstandsänderungen rasch und sehr weit, auch ins eingedeichte Hinterland, ausbreiten. Der Porenraum des Bodens wird somit ständig mit Wasser befüllt und entleert, was gleichzeitig einen Austrag von Bodenluft und einen Eintrag von Luftsauerstoff zur Folge hat. Im Vordeichbereich enthält das Flusswasser, das im Austausch mit dem Wasser der Uferbereiche steht, im Vergleich zum normalen Grundwasser Sauerstoff. Je nach Abflussdynamik kann sich eine Vermischungszone mit sauerstoffführendem Grundwasser ausbilden. Voraussetzung für die starken Grundwasserschwankungen (und den intensiven Bodenluftaustausch) ist eine große Wasserstandsdynamik im Fluss. Das ist der Grund, weshalb klassische Auenregionen regional sehr begrenzt sind. In Deutschland trifft dies mit Sicherheit auf die Täler von Donau, Rhein und Elbe zu. Die Weser muss für breite Auen bereits als grenzwertig angesehen werden. Kleinere Flüsse weisen eine zu geringe Abfluss- und Wasserstandsdynamik auf, um eine breitflächige Grundwasserdynamik auf ihren Anrainerflächen zu übertragen. In deren Tälern dominieren daher Gleye. Der Auenbereich kann in Abhängigkeit von der Größe des Flusses wenige Meter bis zu 4 km neben dem Flussbett einnehmen.
Bei der Sedimentation kommt es auch zu der für Flusstäler typischen Sortierung der Korngrößen. Dabei werden die abgelagerten Sedimente in Richtung zur Flussmündung, sowie mit zunehmendem Abstand zum Fluss immer feiner, da die Fließgeschwindigkeit abnimmt. Durch die Korngröße und Mächtigkeit der Horizonte, sowie in ihnen möglicherweise erhaltene organische Substanz, kann man genaue Angaben über frühere Flussverläufe, Hochwasser und Wasserstände machen.

## Horizontierung
Die Auenböden weisen in der Regel die Horizontierung aAh/aC/aG auf, wobei das „a“ für Auendynamik steht (Sedimentationsschichten von Hochwassern).
- aAh – Der Oberbodenhorizont (A) ist in der Regel humos (h).
- aC – Das Ausgangsmaterial (C) ist fluviatiles Sediment. Die Bodenart wird mit sinkender Fließgeschwindigkeit immer feiner. Das Material selbst kann z. B. in Bezug auf den Kalkgehalt divers sein, denn es hängt von den mitgeführten Sedimenten der durchflossenen Region ab.
- aG(o) – Der grundwasserbeeinflusste Horizont (G) beginnt unterhalb von 8 dm, oft sogar wesentlich tiefer. Er weist in aller Regel oxidierende Bedingungen (o) auf.

Bei den Auenböden liegen genau wie bei den Gleyen manche Bereiche des Bodenkörpers ganzjährig unterhalb des Grundwasserspiegels. Dieser G-Horizont enthält aber Sauerstoff. Ein Reduktionshorizont (Gr) fehlt daher bei Auenböden! Auch hydromorphe Einflüsse (Rostflecken) im A- oder C-Horizont sind untergeordnet oder nicht vorhanden.

## Bodentypen
Auenböden werden in fünf Bodentypen unterteilt, deren Vorkommen in der Regel stark vom Relief abhängig ist (Reliefsequenz). Die einzelnen Bodentypen treten idealisiert an bestimmte Bereiche des Flusslaufs gehäuft auf, wobei die Fließgeschwindigkeit des Gewässers entscheidend ist:
- Oberlauf: Rambla
- Mittellauf: Paternia und Kalkpaternia (Borowina)
- Unterlauf: Tschernitza und Vega

Der ehemalige Bodentyp Borowina wird seit 2005 der Kalkpaternia zugeschlagen. Die Auenböden entwickeln sich nach einer Eindeichung zu terrestrischen Böden weiter wie einem Regosol oder einer Pararendzina, da Erosion und Sedimentation (Auendynamik) ausbleiben. Auenböden sind im Allgemeinen sehr eng mit Gleyen vergesellschaftet. Liegt der G-Horizont dauerhaft zwischen 4 und 8 dm, so liegt ein Übergang zum Gley vor. Trotz der Gemeinsamkeit (Grundwassereinfluss) lassen sie sich aber abgrenzen, denn Gleye sind nicht zwangsläufig aus fluviatilen Sedimenten aufgebaut, müssen bereits in den ersten 4 dm Hydromorphiemerkmale zeigen und weisen einen deutlichen Reduktionshorizont (Gr) mit Sauerstoffmangel auf.

## Nutzung
Die Böden des Mittel- und Unterlaufs wurden durch Überschwemmungen mit Nährstoffen und vorteilhaftem Bodenmaterial angereichert und sind daher sehr fruchtbar. Deshalb werden sie sehr gerne landwirtschaftlich genutzt und, um dem Hochwasser als einzigem bedeutendem Nachteil zu begegnen, eingedeicht. Es gibt sehr fruchtbare, noch aus historischen Zeiten stammende Flussauen wie die Wetterau, wo man mit die ertragreichsten Böden findet. Dabei sind Bodenwertzahlen bis 80 oder 90 möglich. Wegen der hohen Ertragerwartungen werden häufig trotz der Hochwassergefahr auch Flächen vor den Deichen beackert. Meist überwiegt dort aber die Nutzung als (Mäh)weide. Ein großes Problem der landwirtschaftlichen Nutzung der Auenböden ist der Eintrag von Schadstoffen und Dünger über das Grundwasser in den nahen Fluss.
Bei einer natürlichen Besiedlung sind auf Auenböden Weich- oder Hartholzauen zu erwarten. Wegen der hohen Fruchtbarkeit der Auenstandorte ist die natürliche Vegetation aber weitgehend durch Ackerbau und Gründland verdrängt worden. In Deutschland bestehen nur noch sehr kleine und meist stark gestörte Reste. In den letzten Jahrzehnten, vor allem nach hohen Überschwemmungsschäden, erfolgte aber ein Umdenken im Hinblick auf ihre Hochwasserschutzfunktion, so dass diese Biotope heute stark geschützt und gefördert werden.

## Mikroplastik
Wissenschaftler der Universität Bern haben Auenböden in Schweizer Naturschutzgebieten auf Mikroplastik untersucht und wurden fündig. Obwohl die Standorte in Naturschutzgebieten liegen, wurden in 90 Prozent der Böden Mikroplastik gefunden. Hochrechnungen gehen davon aus, dass allein die Menge Mikroplastik, die mit Klärschlämmen jährlich in den Boden gelangt, größer ist, als die Menge, die in den Weltmeeren landet. Die Forscher schätzen, dass in den obersten fünf Zentimeter der Auen rund 53 Tonnen Mikroplastik liegen. Selbst viele Böden entlegener Berggebiete sind mit Mikrokunststoff kontaminiert, was auf einen äolischen Transport nahe legt. Neue Studien deuten darauf hin, dass Mikroplastik im Boden zum Beispiel Regenwürmer töten kann. Da Regenwürmer im Boden wichtige Funktionen erfüllen, könnte dadurch auch die Bodenfruchtbarkeit beeinträchtigt werden.

## Österreich
In Österreich wird ein derartiger Boden als Auboden bezeichnet. Auböden kommen hauptsächlich entlang großer Flüsse und in fluvialen Beckenlandschaften vor.